# مليح (الغاط)
مليح، هي قرية من فئة (أ) تقع في محافظة الغاط، والتابعة لمنطقة الرياض في السعودية. وتبعد مليح عن محافظة الغاط بمسافة تقارب (18) كم.

## السكان
بلغ عدد سكان المركز حسب تعداد 1431هـ/2010م (1095) نسمة.
| السنة  | السعوديين | غير السعوديين |
| ------ | --------- | ------------- |
| 1425هـ | 805       | 94            |
| 1431هـ | 911       | 184           |